# 시부야구
시부야구(일본어: 渋谷区 시부야쿠[*])는 일본 도쿄도에 있는 특별구 중 하나이다. 시부야역 주변 등 중심부는 서시부야 대지, 요요기 대지, 동시부야 대지 등 3개의 대지에 둘러싸여 있다.
"시부야"라는 이름은 또한 도쿄에서 가장 분주한 역 중 하나인 시부야역 주변의 중심 업무 지구를 가리키기도 한다. 시부야는 특히 젊은이들에게 패션의 중심지로 불리며 주요 유흥가이다.

## 역사
1885년에 야마노테선의 개설로 시부야구는 도쿄 남서부의 철도의 종점으로써 발흥하기 시작하였고 주요 상업과 오락의 중심지가 되었다. 시부야구는 1889년에 촌이 되었고 1909년에 정이 되었으며 1932년에 도쿄시의 구가 되었다가 1943년에 도쿄도의 구가 되었다. 현재의 특별구는 1947년 3월 15일에 성립되었다.
시부야구에서 가장 잘 알려진 이야기 중 하나는 충견 하치에 관한 이야기이다. 이 개는 1923년부터 1935년까지 매일 시부야역에서 주인을 기다렸으며 전국적으로 유명 인사가 되었다. 하치코의 조각상이 역 주변에 세워졌고 하치코 광장은 이 지역에서 가장 인기있는 만남의 장소가 되었다. 시부야구의 요요기 공원은 1964년 도쿄 올림픽의 주요 경기 개최지 중 하나였다.
시부야구는 지난 30년 간 젊은이들에게 가장 인기 있는 장소였다. 몇 개의 유명한 패션 백화점이 시부야에 있다. 시부야 109는 시부야역 주변의 주요 쇼핑센터로 특히 갸루 문화의 기원지로 유명하다. 최신 패션의 장소가 시부야부터 하라주쿠, 오모테산도, 센다가야까지 북쪽으로 뻗어있다. 1990년대 후반에 시부야구는 일본 IT 산업의 중심지로 불리게 되었다.

## 지리
시부야구는 신주쿠구, 도시마구와 함께 "부도심 3구"로 불리며, 부동산 업계에서는 지요다구, 주오구, 미나토구의 "도심 3구"에 신주쿠구와 시부야구를 더해 "도심 5구"라고도 칭해진다. 구 전역은 무사시노 대지 위의 고지대에 위치하며, 도쿄의 야마노테 지역을 구성한다.
시부야역 주변은 신주쿠, 이케부쿠로와 함께 도쿄를 대표하는 번화가로 삼대 부도심 중 하나로 꼽힌다. 특히, 시부야 스크램블 교차로와 시부야 센터가는 "젊음의 거리"의 상징으로, 뉴스나 미디어를 통해 전국적으로 유명하다. 신주쿠역에 가까운 요요기와 센다가야는 신주쿠와 연계된 번화가이자 오피스 거리로 발전해 있으며, 니시신주쿠와 인접한 하쓰다이와 혼초에도 다수의 오피스 빌딩이 밀집해 있다.
또한, 하라주쿠와 오모테산도(진구마에) 및 인접한 미나토구 아오야마 지역은 일본 패션의 중심지로 알려져 있으며, 다이칸야마와 에비스에는 상업 시설 및 셀렉트 숍 등 패션・의류 산업이 다수 집중되어 있다.
구 내에는 메이지 신궁와 요요기 공원과 같은 넓은 녹지가 있으며, 주변에는 쇼토, 요요기우에하라, 다이칸야마 등 야마노테의 고급 주택가가 자리 잡고 있다. 고급 주택지로 유명한 히로오는 원래 아자부구(현재의 미나토구)에 속했으며, 현재도 아자부와 유사한 지역적 특성을 유지하고 있다.
시부야구 북부의 하쓰다이, 혼초, 하타가야, 사가쓰카 등은 시부야 중심부와 거리가 있으며, 고슈 가도와 게이오선 연선에 위치한 특성상 과거부터 신주쿠와의 연결성이 강했다. 하지만 시부야구의 일부로서, 2022년 가을에는 북시부 페스티벌이나 북시부 마일 같은 지역 활성화 행사가 개최되어, "북시부(北渋)"라는 이름으로 지역 정체성을 강화하려는 움직임이 진행 중이다. 이 지역은 서민적인 상점가가 다수 존재하여 신주쿠구 및 나카노구의 번화가 외곽 지역과 유사한 분위기를 띠고 있다. 현재, 이 지역의 녹도와 수도도로 재정비가 계획되어 있으며, 역 주변에서도 대규모 재개발이 진행 중이다. 이러한 변화로 인해 앞으로 지역의 모습이 크게 달라질 가능성이 있다.
1970년대까지는 일본의 "젊음의 거리" 및 젊은 문화의 발신지로 신주쿠가 주목받았다. 그러나 1973년 시부야 파르코의 개점 이후, 일본의 젊은이 문화는 신주쿠에서 시부야 및 시부야구 전역(하라주쿠, 오모테산도, 다이칸야마, 우라하라주쿠 포함)으로 중심지가 이동하며 큰 변화를 맞았다.

## 지역
시부야에는 다이칸야마, 에비스, 하라주쿠, 히루, 히가시, 오모테산도, 센다가야, 요요기와 같은 유명한 주거 및 상업 지역이 있다.

### 도심
시부야역을 중심으로 하는 도심을 시부야라고 한다. 신주쿠, 이케부쿠로, 긴자, 롯폰기, 하라주쿠, 오다이바, 아키하바라, 오모테산도 등의 지역들과 더불어 도쿄를 대표하는 번화가로, 시부야역을 중심으로 세이부 백화점, 도큐 백화점, 파르코, 마루이 등의 백화점과 레스토랑, 쇼핑몰들이 군집하여 있다.
과거에는 시부야역을 중심으로 도겐자카(道玄坂), 우다카와초(宇田川町), 진난(神南), 사쿠라오카초(桜丘町) 등을 가리키는 명칭이었는데, 최근에는 시부야역에서 북서쪽으로 약간 떨어진 곳에 위치하지만 개성 있는 가게들이 주택과 기업 사무실 사이에 점재하는 지역을 가리켜 오쿠시부야라고 부르기도 한다. 지명으로는 쇼토(松濤), 도미가야(富ヶ谷), 가미야마초(神山町) 등이 해당된다.

### 하타가야 지역(幡ヶ谷地域)
- 사사즈카(笹塚), 하타가야(幡ヶ谷), 혼마치(本町)

### 요요기 지역(代々木地域)
- 우에하라(上原), 오야마초(大山町), 니시하라(西原), 하쓰다이(初台), 모토요요기초(元代々木町), 도미가야(富ヶ谷), 요요기카미조노초(代々木神園町), 요요기(代々木)

### 센다가야 지역(千駄ヶ谷地域)
- 센다가야(千駄ヶ谷), 진구마에(神宮前)

### 에비스-오무카이 지역(大向・恵比寿地域)
- 가미야마초(神山町), 진난(神南), 우다가와초(宇田川町), 소토(松濤), 신센초(神泉町), 마루야마초(円山町), 도겐자카(道玄坂), 난페이다이초(南平台町), 사쿠라가오카초(桜丘町), 하치야마초(鉢山町), 우구이스다니초(鶯谷町), 사루가쿠초(猿楽町), 다이칸야마초(代官山町), 에비스니시(恵比寿西), 에비스미나미(恵比寿南)

### 히카와-신바시 지역(氷川・新橋地域)
- 시부야(渋谷), 히가시(東), 히루(広尾), 에비스(恵比寿)

## 시설

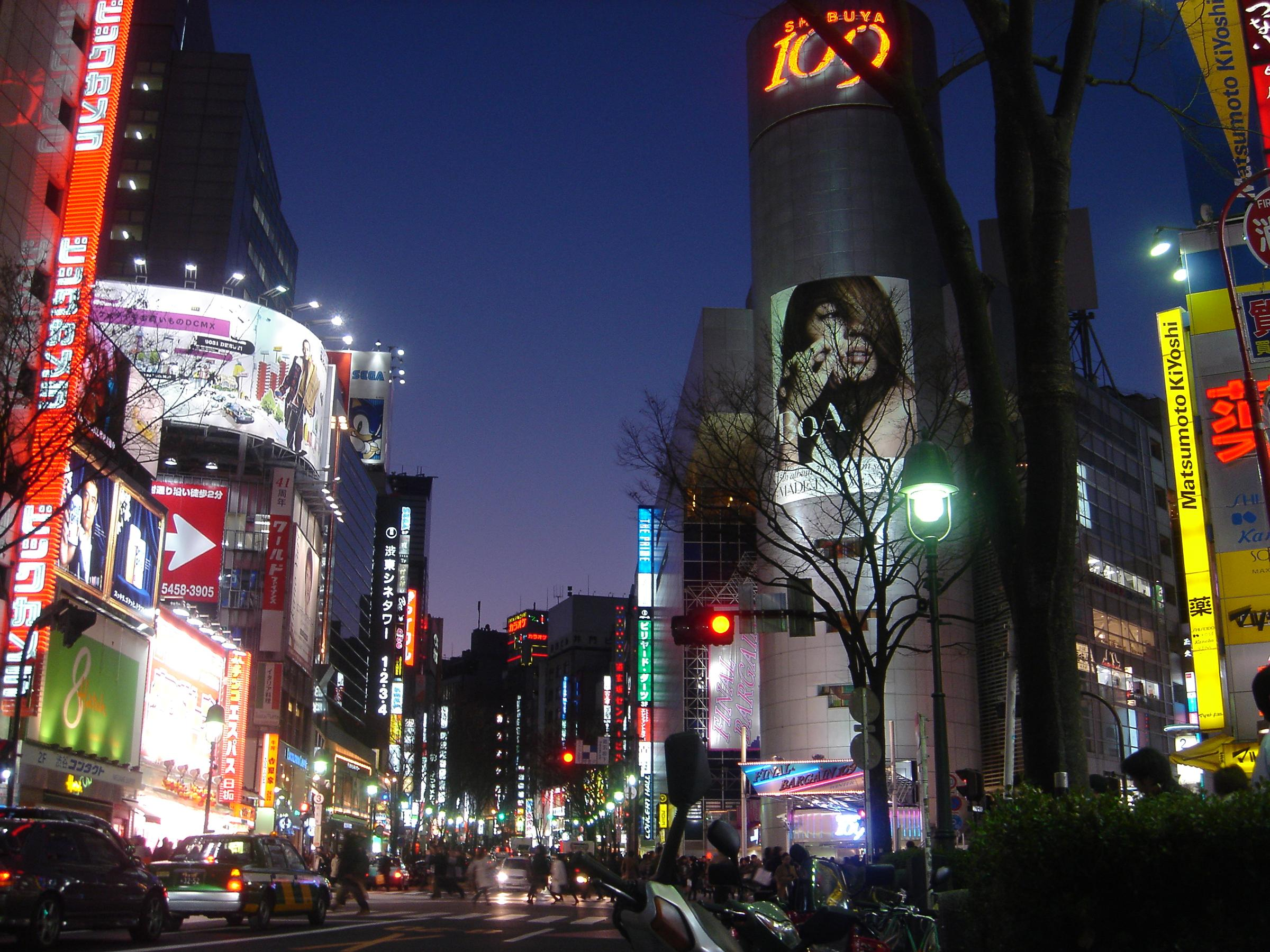
해질녘의 시부야 109

### 공원
- 메이지 신궁 - 신토 신궁으로 메이지 천황과 쇼켄 황태후의 영혼을 봉헌한 곳이다.
- 신주쿠 교엔 - 예전의 황실 정원으로 현재는 공원으로 대중에게 개방되었다.
- 요요기 공원 - 한때 일본 제국 육군의 훈련장이었고 이후 일본의 연합군 점령기 때 워싱턴 하이츠 주거 지역이었으며 도쿄 올림픽 때는 선수들의 숙소였다.

### 건물
- 시부야 스크램블 스퀘어 - 시부야에서 가장 높은 건물이다.
- 시부야 109 - 대부분 일본 여성들을 위한 상점으로 이루어진 최신 유행을 따르는 장소이다.
- 분카무라 - 극장이자 콘서트 홀이다.
- 세루레안 타워
- 에비스가든플레이스 - 예전에 삿포로 맥주가 있던 곳으로 현재는 웨스틴 호텔과 더불어 식당과 쇼핑 센터가 있다.
- NHK 방송 센터 - NHK 라디오, 텔레비전, 위성 방송의 본사이다.
- NTT 도코모 요요기 빌딩 - 도쿄에서 세 번째로 큰 빌딩으로 엠파이어 스테이트 빌딩을 모방하였다.
- 오모테산도 힐스 - 쇼핑몰로 2006년에 완공되었다.
- 다카시야마 타임스퀘어 - 일본에서 가장 큰 백화점 중 하나이다.
- 도쿄 체육관 - 주요 실내 경기장 단지이다.
- 국립 요요기 경기장 - 1964년 올림픽을 위해 단게 겐조에 의해 설계되었다.

### 거리와 장소
- 아오야마도리 - 주요 동서 통행로이다.
- 도겐자카 - 시부야 중앙의 도로로 주변의 나이트 클럽과 러브 호텔로 유명하다.
- 고마자와도리 - 다이칸야마에서 에비스까지 이어지는 도로이다. 가을에 노랑 빛깔로 바뀌는 아름다운 나무와 카페, 식당 그리고 파파스 빌딩 바깥의 미켈란젤로의 다비드상 모조품으로 유명하다.
- 고엔도리 - 중앙 시부야의 도로로 시부야역과 요요기 공원 사이에 있다.
- 메이지도리 - 야마노테선을 따라 나란히 나있는 주요 남북 도로이다.
- 오모테산도 - 메이지 신궁까지 이어지는 도로로 수많은 패션 부티크가 있다.
- 다케시타도리 - 하라주쿠의 주요 쇼핑가이다.
- 야마노테도리
- 시부야
- 에비스
- 하라주쿠
- 히루
- 센다가야
- 요요기

### 시부야 스크램블 교차로
시부야는 스크램블 교차로(pedestrian scramble)로 세계적으로 유명하다. 스크램블 교차로는 교차로의 모든 차량의 운행이 중단되어 보행자가 빠르게 교차로를 건널 수 있게 해준다. 시부야 스크램블 교차로는 시부야역의 하치 동상 앞에 위치해 있다. 하치 동상은 시부야역과 시부야 크로싱 사이에 위치해 있는 곳으로, 시부야에서 가장 인기 있는 만남 장소 중 하나이다.

## 교통

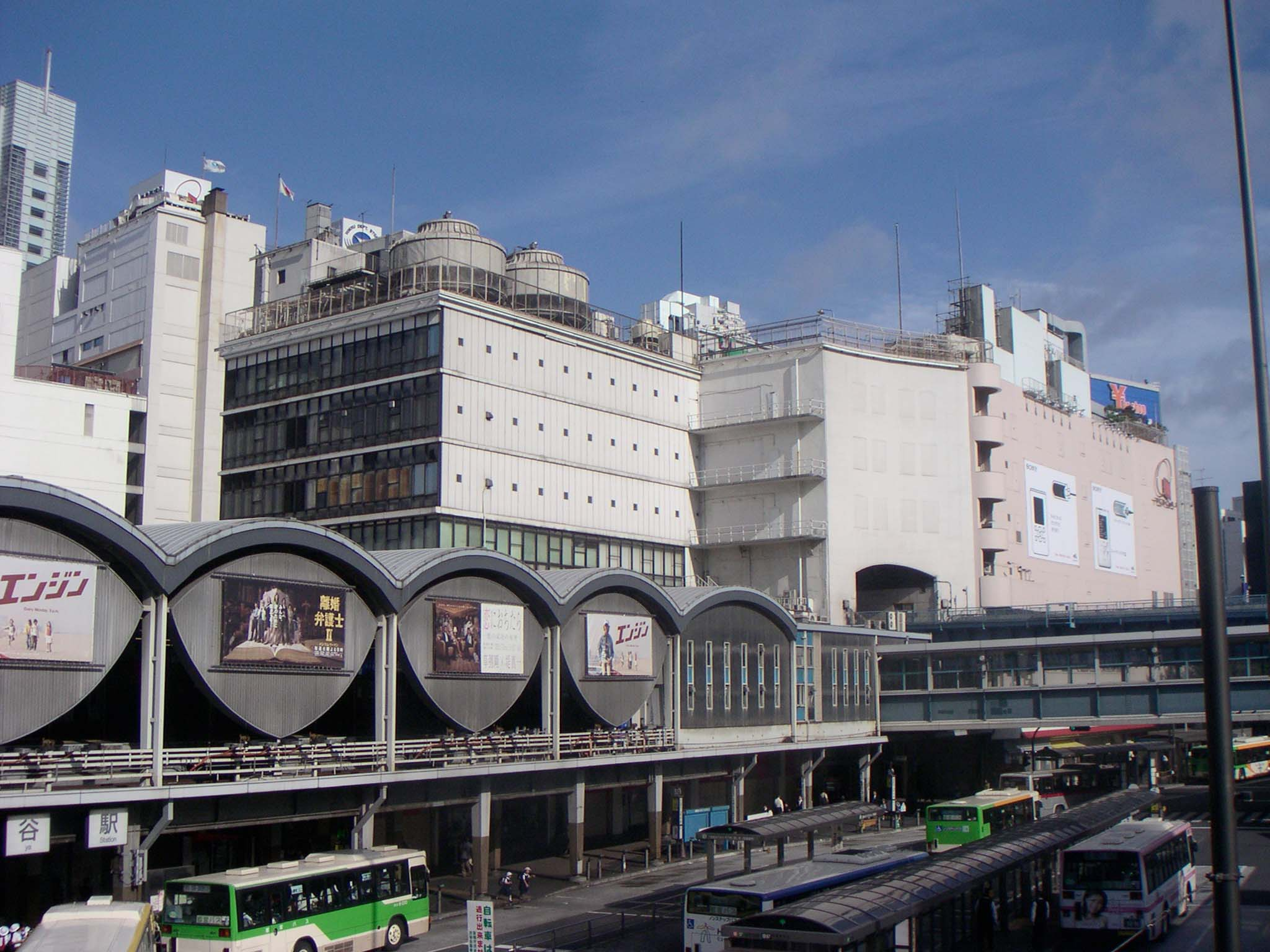
시부야역 동쪽 출구

### 도로
- 수도고속도로
- 국도 제20호선
- 국도 제246호선

### 철도
시부야의 주요 역은 시부야역이다.
- 동일본 여객철도
  - 야마노테선
  - 주오 본선
  - 사이쿄선
  - 쇼난 신주쿠 라인

- 도쿄 메트로
  - 히비야선: 에비스역
  - 긴자선: 시부야역
  - 한조몬선
  - 지요다선
  - 후쿠토신선

- 도쿄도 교통국(도에이 지하철)
  - 오에도선

- 도큐 전철
  - 도요코선
  - 덴엔토시선

- 게이오 전철
  - 이노카시라선
  - 게이오선
  - 게이오 신선

- 오다큐 전철
  - 오다와라선

## 경제
카시오, NHK, 동일본 여객철도, 삿포로 맥주, 스퀘어 에닉스, 도큐 전철, 테이치쿠 엔터테인먼트, 주피터의 본사가 시부야구에 있다.
구글, 캠벨수프, ABB, 글락소스미스클라인, KFC, 마이크로소프트, 코카콜라(일본 코카콜라), 갭 등의 기업이 시부야구에 일본 지사를 두고 있다.

## 인구
2005년 기준으로 야간 인구(거주자)는 19만 9280명이지만, 구외에서 출퇴근하는 통근자와 통학생 및 거주자 중 구내 잔류 인구를 합한 주간 인구는 54만 2803명으로 낮에는 밤의 2.724배 인구가 된다. 인구 조사에서 연령을 알 수 없는 사람이 도쿄도에서만 16만 명에 달한다.

## 문화
개구리 중사 케로로의 배경으로 나오는데, 그 근거는 원작에서 호죠 무츠미의 재학 고교 명에서 알 수 있다.

## 교육
- 아오야마가쿠인 대학
- 분카 여자대학
- 지센 여자대학
- 고쿠가쿠인 대학
- 세이신 여자대학
- 도카이 대학